# Hertel & Reuss

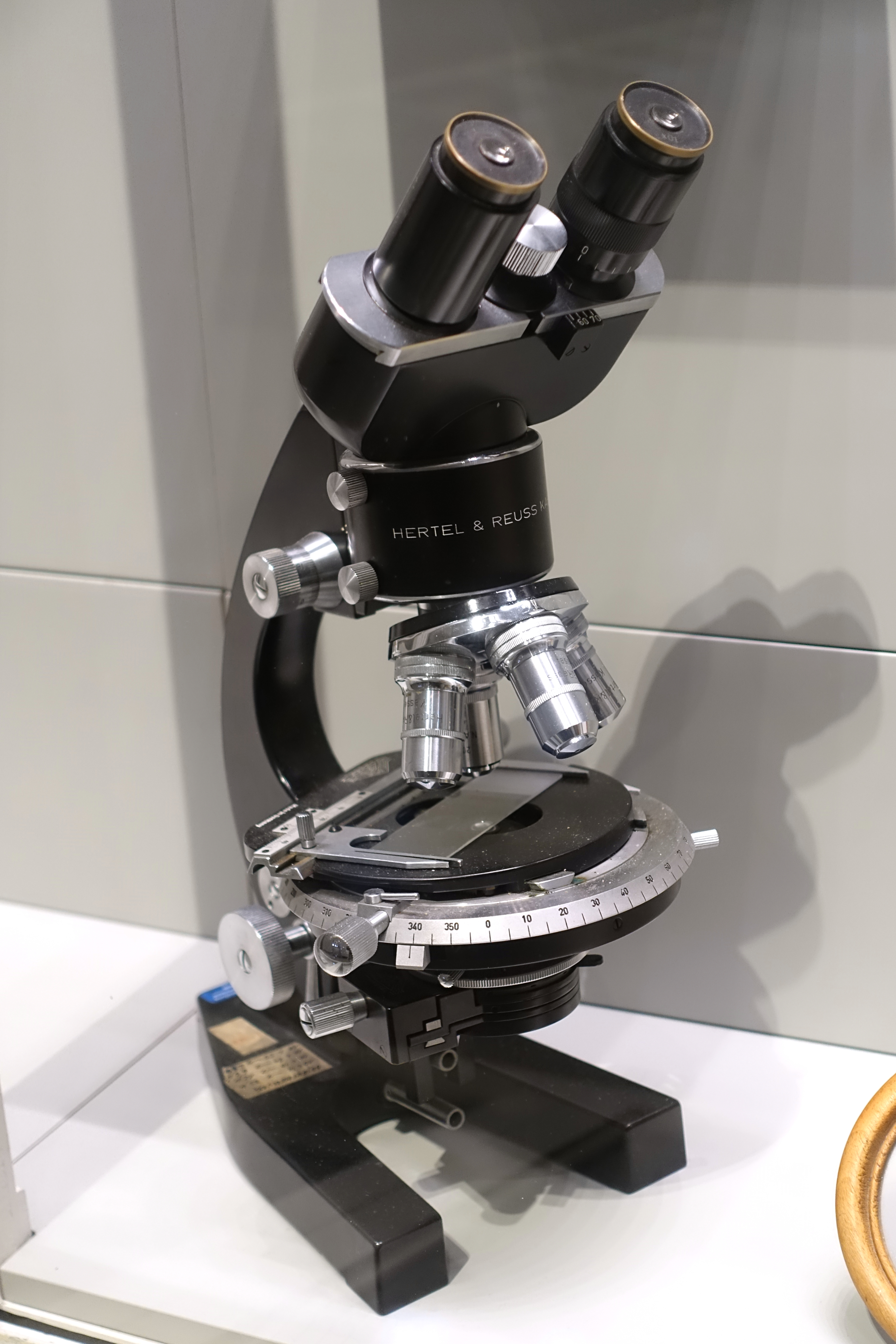
Hertel & Reuss-Mikroskop im Hessischen Landesmuseum Darmstadt

Hertel & Reuss war ein Hersteller optischer Instrumente mit Sitz in Kassel, der um 1995 nach einem Konkurs in dem Unternehmen Gerhardt aufging. H & R wurde 1927 von Otto Hertel und Eduard Reuss gegründet. Es hatte in den 1970er Jahren rund 400 Mitarbeiter und exportierte weltweit.

## Fabrikate

### Früher
Bei Hertel und Reuss wurden hochwertige Ferngläser, Mikroskope, Zielfernrohre, Teleskope und Operngläser produziert. H & R fertigte unter anderem Mikroskope für Lehrmittelanbieter wie die Franckh’sche Verlagshandlung oder Phywe, für ersteren beispielsweise das Humboldt-Mikroskop.

### Heute
Heute werden unter dem Markennamen Hertel und Reuss im Verbund Nickel AG – Hertel & Reuss des Optikunternehmens Gerhardt Operngläser aus deutscher Fertigung angeboten. Der Vertrieb erfolgt über die im nordhessischen Naumburg bei Kassel ansässige Firma Nickel AG. Vor der Übernahme durch Gerhardt hatte der Zielfernrohr- und Fernglashersteller Nickel AG seinen Sitz in Marburg an der Lahn.
In dem alten Kasseler Firmengebäude von Hertel & Reuss befand sich ein Callcenter des TV-Shoppingsenders QVC.